# Heteromys anomalus
Heteromys anomalus (Гетероміс тринідадський) — вид гризунів з родини Гетеромісові (Heteromyidae) підряду Бобровиді (Castorimorpha).

## Опис виду
Середня вага тіла дорослої особини: 69.06 гр., новонароджених — 3.29 гр.

## Проживання
Країни проживання: Колумбія; Тринідад і Тобаго; Венесуела. Живе від низин до 1600 м при середній річній кількості опадів 1027 мм. Це лісовий вид, але може жити у порушених лісах. Значною мірою пов'язаний з вологими районами і тропічними вічнозеленими лісами. Він також знаходиться у листяних і помірно напіввічнозелених тропічних лісах, а також сільськогосподарських районах. У деяких районах тропіків, де є продовжені сухі періоди вид існує в галерейних лісах біля потоків. 

## Поведінка
Веде нічний спосіб життя і наземний, але може піднятися на невеликий чагарник. Риє нору з великою системою ходів, в якій будує гніздо. Харчується насінням, й на додачу фруктами, зерном, соковитою рослинністю і комахами.

## Загрози та охорона
Зустрічається в багатьох охоронних територіях.
| Панда | Це незавершена стаття з теріології. Ви можете допомогти проєкту, виправивши або дописавши її. |